# La Reine traîtresse
 (mars 2015).
La Reine traîtresse (titre original : The Traitor Queen) est un roman de fantasy écrit par Trudi Canavan et publié en novembre 2012. Il conclut la trilogie Les Chroniques du magicien noir.

## Résumé
L'histoire reprend immédiatement après la fin de La Renégate. Lorkin, après être revenu du repaire secret des traîtresses, refuse de fournir des informations les concernant au roi du Sachaka, celui-ci le fait donc emprisonner. 
Sonea décide alors de se rendre en personne au Sachaka pour négocier la libération de son fils, elle est accompagnée par le seigneur Regin.
Dans le même temps, Cery, qui est toujours poursuivi par Skellin, se réfugie dans les tunnels sous la Guilde avec Gol et Anyi et demande à Lilia de lui fournir des provisions. 
Après que Lorkin a réussi à s'échapper, il rejoint les traîtresses qui vont négocier avec Sonea pour que la Guilde intervienne dans la guerre à venir entre les akashis et les Traîtresses. La Guilde refuse d'envoyer des troupes se battre, cependant ils acceptent d'envoyer des guérisseurs qui arriveront après la bataille. Lorkin décide alors de se battre au côté des Traîtresses.
Skellin retrouve Cery et en voulant le capturer, lui provoque une attaque cardiaque, Cery meurt et Anyi est kidnappée.
Lilia parvient à retrouver Skellin et à le tuer en même temps que sa mère Lorandra, elle délivre dans le même temps Anyi.
Pendant ce temps la guerre commence au Sachaka, elle aboutit à une victoire des traîtresses.

## Personnages
- Sonea : Elle est l'un des magiciens noir de la Guilde, et la mère de Lorkin.
- Lorkin : Il est le fils de deux magiciens noirs : Sonea et Akkarin. Après avoir subi une tentative d'assassinat, il s'est réfugié chez les traîtresses où il apprit la magie noire afin de pouvoir créer des pierres magique. Il tomba amoureux de Tyvara, mais dut rentrer en Kyralie pour rapporter le savoir qu'il avait acquis et inciter les Kyraliens à commencer une relation diplomatique avec les traîtresses. Il fut emprisonné par le roi du Sachaka.
- Dannyl : L'ambassadeur Dannyl décide de se porter volontaire pour devenir ambassadeur au Sachaka afin de pouvoir poursuivre ses recherches sur l'histoire.
- Lilia : Jeune novice qui a été forcée d'apprendre la magie noire. Elle entretient une relation avec Anyi
- Cery : Cery a perdu de son influence en tant que voleur depuis qu'il est la cible du magicien renégat Skellin. Il fuit et se cache avec sa fille Anyi et son garde du corps Gol.

## La Trilogie du magicien noir
1. La Guilde des magiciens, Bragelonne, 2007 (The Magicians' Guild, 2001)
2. La Novice, Bragelonne, 2007 (The Novice, 2002)
3. Le Haut-Seigneur, Bragelonne, 2008 (The High Lord, 2003)

## Les Chroniques du magicien noir
1. La Mission de l'ambassadeur, Bragelonne, 2011 (The Ambassador's Mission, 2010)
2. La Renégate, Bragelonne, 2011 (The Rogue, 2011)
3. La Reine traîtresse, Bragelonne, 2012 (The Traitor Queen, 2012)